# Brezovica (żupania osijecko-barańska)
Brezovica – wieś w Chorwacji, w żupanii osijecko-barańskiej, w gminie Marijanci. W 2011 roku liczyła 53 mieszkańców.